# Jacinto Inácio Flach
Jacinto Inácio Flach (Bom Princípio, Rio Grande do Sul, 26 de febrero de 1952) es un prelado católico brasileño. Desde 2009 se desempeña como obispo de Criciúma.